# Cory Kennedy
Cory Kennedy Levin, född 21 februari 1990, blev känd 2006 som en Internet-ikon och modell. Hon upptäcktes av fotografen Mark Hunter på en Blood Brothers-konsert år 2005. Där tog han ett flertal bilder att lägga upp på sin hemsida. I januari 2006 fick hon en praktikplats på hans kontor och de inledde med tiden även ett förhållande. Hon började snart figurera allt mer i media.